# Monte Kalatungan
Monte Kalatungan también conocido como Catatungan, es una montaña volcánica situada en la provincia de Bukidnon en el sur del país asiático de Filipinas. Es un estratovolcán sin erupciones históricas conocidas y clasificado por el Instituto Filipino de Vulcanología y Sismología (PHIVOLCS) como un volcán potencialmente activo.
Es la sexta montaña más alta del país, con una altura de 2.824 m (9.265 pies) de altitud.